# Around
Around – dziewiąty album (instrumentalny) Toma Verlaine’a wydany w 2006 przez wytwórnię Thrill Jockey. Nagrań dokonano w Nowym Jorku.

## Lista utworów
1. „The O of Adore” (T. Verlaine) – 3:57
2. „Brief Description” (T. Verlaine) – 1:47
3. „Rain, Sidewalk” (T. Verlaine) – 2:34
4. „Shadow Walks Away” (T. Verlaine) – 1:56
5. „Meteor Beach” (T. Verlaine) – 2:46
6. „Mountain” (T. Verlaine) – 4:49
7. „Candle” (T. Verlaine) – 2:04
8. „Balcony” (T. Verlaine) – 2:07
9. „Flame” (T. Verlaine) – 3:00
10. „Curtains Open” (T. Verlaine) – 1:39
11. „Eighty Eights” (T. Verlaine) – 3:36
12. „A Burned Letter” (T. Verlaine) – 2:23
13. „Wheel Broke” (T. Verlaine) – 3:16
14. „The Suns Gliding” (T. Verlaine) – 4:09
15. „New” (T. Verlaine) – 2:18
16. „Rings” (T. Verlaine, B. Beason, B. Ficca, P. A. Derivaz) – 6:39

## Skład
- Tom Verlaine – gitara
- Patrick A. Derivaz – gitara basowa
- Billy Ficca – perkusja

produkcja
- Patrick A. Derivaz – inżynier dźwięku
- Tom Verlaine – producent